# Viinistu
Viinistu ist ein Fischerdorf in der Landgemeinde Kuusalu im estnischen Kreis Harju. Es hat 169 Einwohner (Stand 2006).

## Geschichte
Viinistu liegt am Finnischen Meerbusen. Die ersten schriftlichen Angaben als Wynest stammen aus dem Jahr 1372. Der in einer späteren Urkunde erwähnte deutsche Name Finnisdorf weist auf eine Besiedelung durch finnische Fischer hin. 1643 wohnten in dem Dorf 24 Familien sehr unterschiedlicher Nationalität (Esten, Finnen, Schweden und Russen). Der Nordische Krieg und die eingeschleppte Pest dezimierten die Bevölkerung erheblich. Erst im 19. Jahrhundert erholte sie sich wieder. Vor Ausbruch des Zweiten Weltkriegs wohnten ca. 500 Menschen in Viinistu. Nach sowjetischen Deportationen und Kriegsereignissen im Oktober 1944 blieben nur noch 146 Einwohner.
Hauptsächlicher Erwerbszweig war seit Jahrhunderten die Fischerei. Ende des 19. und Anfang des 20. Jahrhunderts verdiente die Bevölkerung ebenfalls gut am Schmuggel von Alkohol nach Finnland, in dem die Prohibition galt. Besonders nach dem Ersten Weltkrieg handelte es sich um deutsche Ware, die über Memel nach Estland gebracht wurde. 1924 schlossen Schweden, Finnland und die baltischen Staaten einen völkerrechtlichen Vertrag ab, der den Handel mit Alkohol auf der Ostsee untersagte.
Während der sowjetischen Besetzung Estlands wurde im Zusammenhang mit der Industrialisierung der nahegelegenen Stadt Loksa eine überdimensionierte Fisch-Kolchose in Viinistu errichtet.

## Kunstmuseum Viinistu
Der in Viinistu geborene estnisch-schwedische Geschäftsmann und Kunstmäzen Jaan Manitski kaufte 1998 die bankrotte Kolchose des Ortes. 2002 eröffnete er in den renovierten Gebäuden das private Kunstmuseum Viinistu. Es zeigt die große Sammlung estnischer Kunst, die Jaan Manitski zusammengetragen hat. Der besondere Schwerpunkt liegt auf der deutschbaltischen „Düsseldorfer Schule“, der Tartuer Künstlergruppe Pallas und neuerer estnischer Kunst. Daneben ließ Manitski das alte Kesselhaus der Kolchose zu einem Konzertsaal umbauen, gründete ein Sommertheater und errichtete ein Restaurant und Hotel. Von dort kann man Ausflüge auf die vorgelagerte Insel Mohni unternehmen.

## Personen
- Aleksander Warma (1890–1970), Exilpolitiker, von 1963 bis 1970 Staatsoberhaupt der Republik Estland im Exil
- Jaan Manitski (* 1942), Geschäftsmann, Politiker (1992 Außenminister) und Kunstmäzen